# پائولو آگابیتینی
پائولو آگابیتینی (انگلیسی: Paolo Agabitini؛ زادهٔ ۲۸ مارس ۱۹۵۹) بازیکن فوتبال اهل ایتالیا است.
از باشگاه‌هایی که در آن بازی کرده‌است می‌توان به باشگاه فوتبال ویرتوس لانچانو، باشگاه فوتبال آسکولی، و باشگاه فوتبال ترنانا اشاره کرد.